# Беліз
Белі́з (англ. Belize МФА: [bɛˈliːz], раніше Британський Гондурас) — країна в Центральній Америці, що межує на півночі з Мексикою, заході і півдні з Гватемалою, на сході омивається Карибським морем; площа — 22 963 км²; столиця — Бельмопан. Країна розташована на тропічній болотистій прибережній рівнині, на півдні гори Мая, більше 90 % території вкривають ліси, уздовж узбережжя Белізу розкинулося пасмо коралових рифів і невеличких піщаних острівців — кіс. Цей кораловий риф, що простягнувся на 290 км, найбільший у Західній півкулі. Голова держави — Чарльз II. Монарх з 1981 року представлений генерал-губернатором; глава уряду — прем'єр-міністр; політична система — конституційна монархія; експорт: цукор, цитрусові, рис, рибні продукти, банани; населення на 1990 рік становило 180 400; мови — англійська (державна), іспанська (дуже поширена), місцеві креольські діалекти. Коротка історія: стала британською колонією 1862 року. Самоврядування було здобуто 1964 року. 1970 року столицю було перенесено з Беліз-Сіті до нового міста Бельмопана. 1973 року було взято назву «Беліз». 1975 року англійські війська було послано захищати протяжний кордон з Гватемалою; початі в 1977 переговори було перервано. Повної незалежності країна здобула 1981 року. Дипломатичні відносини з Гватемалою відновлено 1991 року.

## Історія

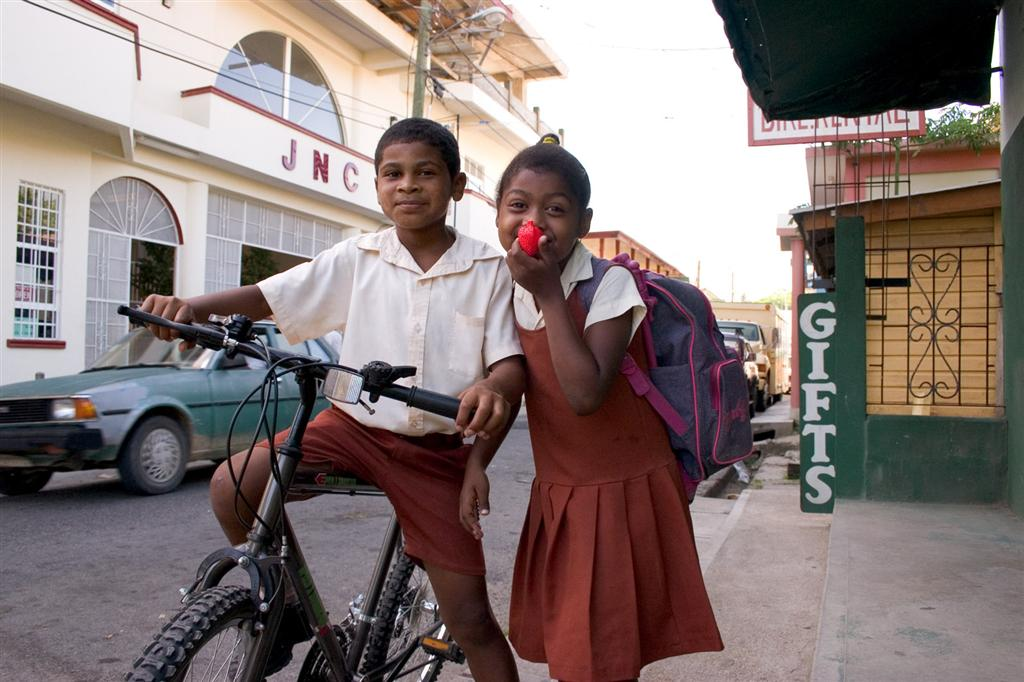
Діти на вулиці у Сан-Ігнасіо

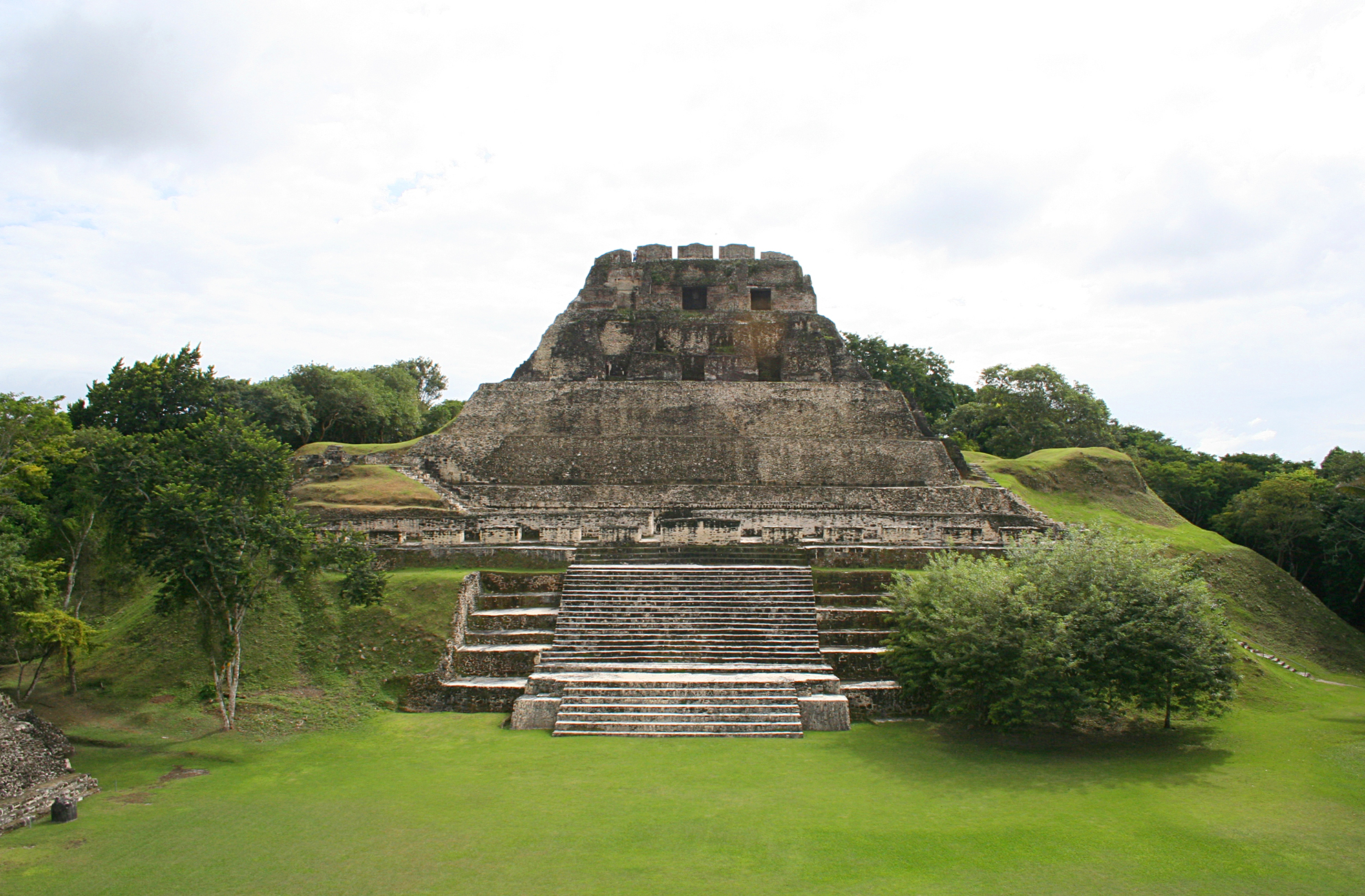
Руїни міста Шунантуніч

У пізній класичний період цивілізації мая (до кінця I тисячоліття н. е.) на території сучасної держави Беліз проживало близько 400 тис. осіб. На початку 16 ст., коли тут висадилися європейці, деякі племена мая ще мешкали на прибережних низовинах. Іспанці намагалися проникнути і у внутрішні райони Белізу, але були змушені відмовитися від цих намірів, зустрівши сильну протидію мая.
У 1638 році на узбережжі Белізу оселилися англійські пірати, які нападали на іспанські кораблі. Пізніше британські поселенці зайнялися заготівлями деревини кампешового дерева, з якої витягувалася речовина, що використовується у процесі виготовлення барвників для тканин, що мало велике значення для вовнопрядильної промисловості в Європі. Іспанці дозволили поселенцям зайняти цю територію та вести лісорозробки, вимагаючи в обмін допомогу в боротьбі з піратством. В історичних документах початку 17 в. зазначено, що в цей час з Ямайки стали завозити рабів-негрів для роботи на лісозаготівлях. Вже до 1800 року африканці за чисельністю в чотири рази перевищували поселенців європейського походження. До того часу основною статтею експорту стало червоне дерево, що витіснило сандалове дерево на друге місце (таке становище зберігалося до 1950-х років).
Побоюючись спровокувати напад іспанців, британський уряд спочатку не визнавав ці поселення своєю колонією, що дало змогу поселенцям встановити власні закони та сформувати незалежний від Англії уряд. У цей період центральний орган законодавчої влади — Народні збори — контролювалося нечисленними багатими колоністами, яким належала велика частина лісів і земель. У 1786 році британський уряд уперше призначив у Беліз свого офіційного представника — суперінтенданта. На початку 19 ст. Велика Британія спробувала встановити жорсткіший адміністративний контроль над поселеннями в Белізі, вимагаючи, зокрема, під загрозою припинення діяльності Народних зборів дотримуватися вказівки британського уряду про скасування рабства. Офіційно рабство було скасовано в 1838 році.
У 1862 році Беліз був офіційно проголошений британською колонією й перейменований у Британський Гондурас, а на чолі адміністрації замість суперінтенданта було поставлено віце-губернатора. Із зміною статусу право призначати уряд стало належати віце-губернатору. Панівне становище в Британському Гондурасі наприкінці 19 ст. мала компанія «Беліз естейт енд продьюс компані» («Belize Estate and Produce Company»), якій належала половина всіх земель, що перебували у приватному володінні. Ця компанія мала великий вплив у Міністерстві у справах колоній, частково в тому і в наступному сторіччі головну роль в економіці країни відігравала торгівля червоним деревом.
Під час економічної кризи 1930-х років економіка колонії опинилась на порозі краху через різке падіння у Великій Британії попиту на лісоматеріали. До бід, викликаних масовим безробіттям, додалися наслідки руйнівного урагану 1931 року. У 1934 році по країні прокотилася хвиля демонстрацій і виступів, що ознаменували початок руху за незалежність. У відповідь на це британські власті скасували кримінальну відповідальність за порушення робітниками умов трудового договору і узаконили профспілки.

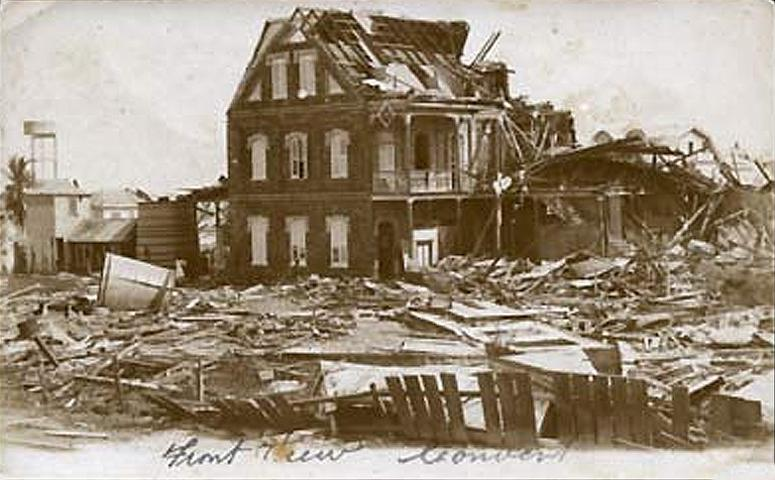
Наслідки урагану 1931-го року

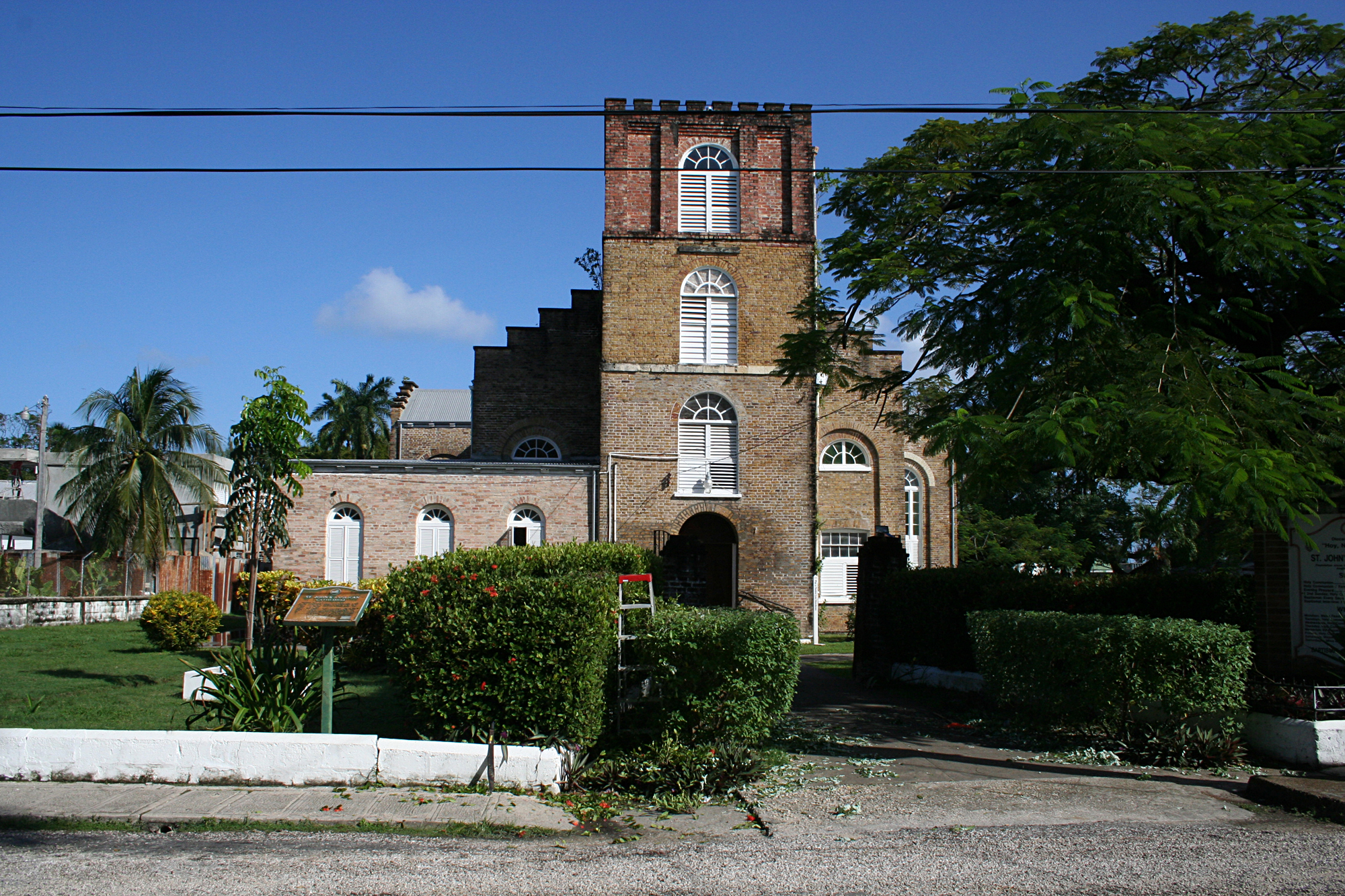
Собор Св. Іоанна — найстаріша англіканська церква в Центральній Америці.

Економічне становище колонії поліпшилося під час Другої світової війни, проте після війни економіка колонії знову опинилась у стані застою. У 1949 році Велика Британія ухвалила рішення про девальвацію гондураського долара, що погіршило становище і призвело до створення Народного комітету, який виступив з вимогою надання незалежності Британському Гондурасу. Пізніше Народний комітет був перетворений на Народну об'єднану партію (НОП), яка виступала за конституційні реформи, зокрема, за надання виборчих прав усьому дорослому населенню. На виборах 1954 року НОП здобула 8 з 9 місць у Законодавчих зборах. У ході подальших конституційних реформ лідер НОП Джордж Прайс зайняв пост першого міністра колонії у 1960 році. У 1964 році Велика Британія надала Британському Гондурасу внутрішнє самоврядування, а в 1973 колонія отримала назву Беліз. Прайс став прем'єр-міністром, до складу кабінету міністрів увійшли члени Законодавчих зборів.
Хоча ще в 1961 році Велика Британія заявляла про свою готовність надати колонії незалежність, формальне проголошення незалежності Белізу відбулося тільки через двадцять років. Причиною цього були претензії Гватемали, що посилилися, на права, нібито успадковані нею від Іспанії. Фактично кордон між Белізом і Гватемалою був встановлений відповідно до угоди 1859 між Великою Британією і Гватемалою. Територіальні претензії Гватемали поновилися в 1930-х роках. У 1975 році Гватемала навіть погрожувала ввести війська на територію Белізу. Як міру у відповідь Велика Британія направила в цей район свої сухопутні війська, військові кораблі і реактивні винищувачі. У 1980 році ООН прийняла спеціальну постанову, що визнає незалежність Белізу; єдиною країною, що проголосувала проти цього рішення, була Гватемала. Беліз був проголошений незалежною державою 21 вересня 1981 року.
У 1984 році, коли Об'єднана демократична партія (ОДП) здобула перемогу над НОП на національних виборах, у Белізі вперше сталася зміна правлячої партії. Уряд очолив лідер ОДП Мануель Есківель, колишній вчитель і мер міста Беліз. У 1989 до влади повернулася НОП, і Прайс знову зайняв посаду прем'єр-міністра. У липні 1993 році з незначною перевагою перемогла ОДП на чолі з Есківелем. Вибори 1998 року принесли перемогу НОП, під контролем якої опинилися і уряд, і Національні збори. Пост прем'єр-міністра зайняв кандидат від НОП Саїд Муса.

## Населення
Населення Белізу неоднорідне за національним складом, що відображає тривалу історію його заселення. Багато жителів мають домішок африканської крові. Креоли, нащадки рабів-африканців і англійських поселенців, розмовляють креольським діалектом англійської мови. Так звані гарифуна, або чорні кариби, нащадки африканців та індіанців-карибів, переселених англійцями з островів Вест-Індії, розмовляють мовою, що належить до групи індіанських. Значну частину становлять також іспаномовні метиси іспано-індіанського походження і представники трьох груп мая; тут мешкають також нечисленні нащадки переселенців з країн Близького Сходу, Китаю і Європи. Офіційна мова — англійська, нею ведеться навчання, хоча, згідно з переписом населення 1991, лише 54 % населення вільно розмовляють цією мовою.
Приплив біженців із сусідніх центральноамериканських країн у 1980-1990-ті роки істотно позначився на складі населення. У 1980-і роки істотно зросла чисельність метисів, і вони стали найчисленнішою етнічною групою в країні, цьому сприяла також еміграція в США близько 60 тис. креолів і гарифів. Історично Беліз був мирною країною, але всі ці зміни в складі населення призвели до виникнення напруженості в міжнаціональних відносинах.
Беліз — найменш населена країна Центральної Америки.У 2003 чисельність населення становила 263 тис. осіб, станом на 2020 рік чисельність населення Белізу — 419 199 осіб, а на 1 січня 2023 року — 410 тис. осіб. У 1996 частка міського населення складала 47% і з того часу показник не змінився. Станом на 2010 рік метиси становлять 52 % населення, креоли — 26 %, гарифуна — 6,1 %, індіанці мая — 11 %. Збільшення чисельності метисів з 1980 спостерігається в основному в північних і західних округах, де переважає іспаномовне населення. Чисельність населення в місцях компактного проживання белізців африканського походження скоротилася внаслідок еміграційних процесів.
Католики в країні становлять 40,1%, протестанти 31,5%. Метиси, індіанці мая і гарифуна належать здебільшого до католицької церкви, хоч у деякі райони проник вплив протестантських євангелічних церков. Більшість креолів — прихильники англіканської, методистської церков або інших напрямів протестантизму, хоч багато хто з них сповідує католицизм.

## Адміністративний поділ та міста

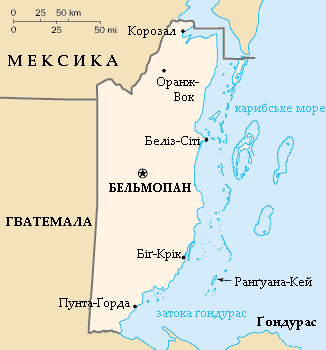
Мапа Белізу

Територія Белізу в адміністративному плані розділена на 6 округів (англ. district):
| 1. Беліз 2. Кайо 3. Коросаль 4. Ориндж-Волк 5. Стан-Крик 6. Толедо |

Усі округи поділяються на 31 виборчий округ.

## Географія

### Рельєф
Північна частина країни — низовинна, заболочена рівнина Юкатанської платформи із південним підвищенням — Пагорбами Ялбак (Yalbac Hills). У південній частині прибережна рівнина відділена від внутрішньої гірсько-горбистої області, центральну частину якої утворюють витягнуті з північного сходу на південний захід гори Мая. Тут знаходиться найвища точка країни — Doyle's Delight (1124 м), що дослівно перекладається з англійської як "Насолода Дойла". Незважаючи на те, що пік Вікторія багато років рекламували як найвищу точку Белізу, останні оцінки показали, що він, очевидно, трохи нижчий — 1120 метрів над рівнем моря. На північний захід від цих гір, у межах округу Кайо, розташоване пасмо з висотами більш як 900 м. Вздовж узбережжя, на відстані близько 30 км від нього, тягнеться бар'єрний риф. Понад 40 % території Белізу покривають вологі тропічні ліси.

### Клімат
Клімат Белізу — тропічний пасатний. Середні температури липня 24-26 °С, січня — 20-24 °С. Середня річна кількість опадів від 1340 мм на півночі (округ Коросаль) до 4520 мм на півдні (Пунта-Горда). На узбережжі північно-східний пасат зменшує літню спеку, але далеко від берега влітку температури можуть перевищувати 38 °С. Вологість висока, особливо в прибережній частині. Сухий сезон триває з лютого по травень, а максимум опадів припадає на період з червня по жовтень. Беліз розташований в одному з найбільш схильних до тропічних циклонів районів Карибського басейну і періодично зазнає величезних збитків від штормів і ураганів. Велика частина півдня країни вкрита густими вологими тропічними лісами. У Белізі росте багато цінних порід дерев, таких як червоне дерево, кедр, рожеве дерево (дальбергія); в минулому активно велися заготівлі кампешевого дерева і смоли чикле, яку використовують для виготовлення жувальної гумки.

### Річки
На півночі країни протікають великі річки Ріо-Ондо і Беліз, які раніше використовувалися для транспортування лісу. Оскільки на півдні країни опади значно рясніші, ніж на півночі, періодично вони призводять до паводків на невеликих річках, які беруть початок у горах Мая, що дуже перешкоджає руху автомобільного транспорту.

### Флора і фауна
Фауна Белізу доволі різноманітна — ягуари, олені, тапіри, велика кількість різних птахів і рептилій.

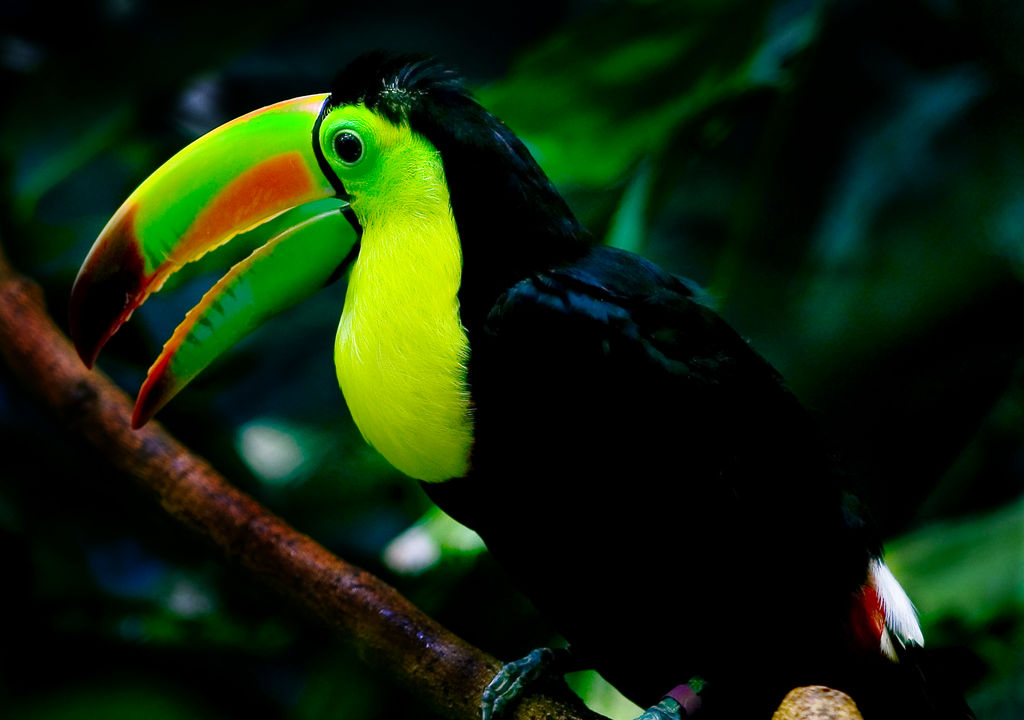
Райдужний тукан, національний символ країни
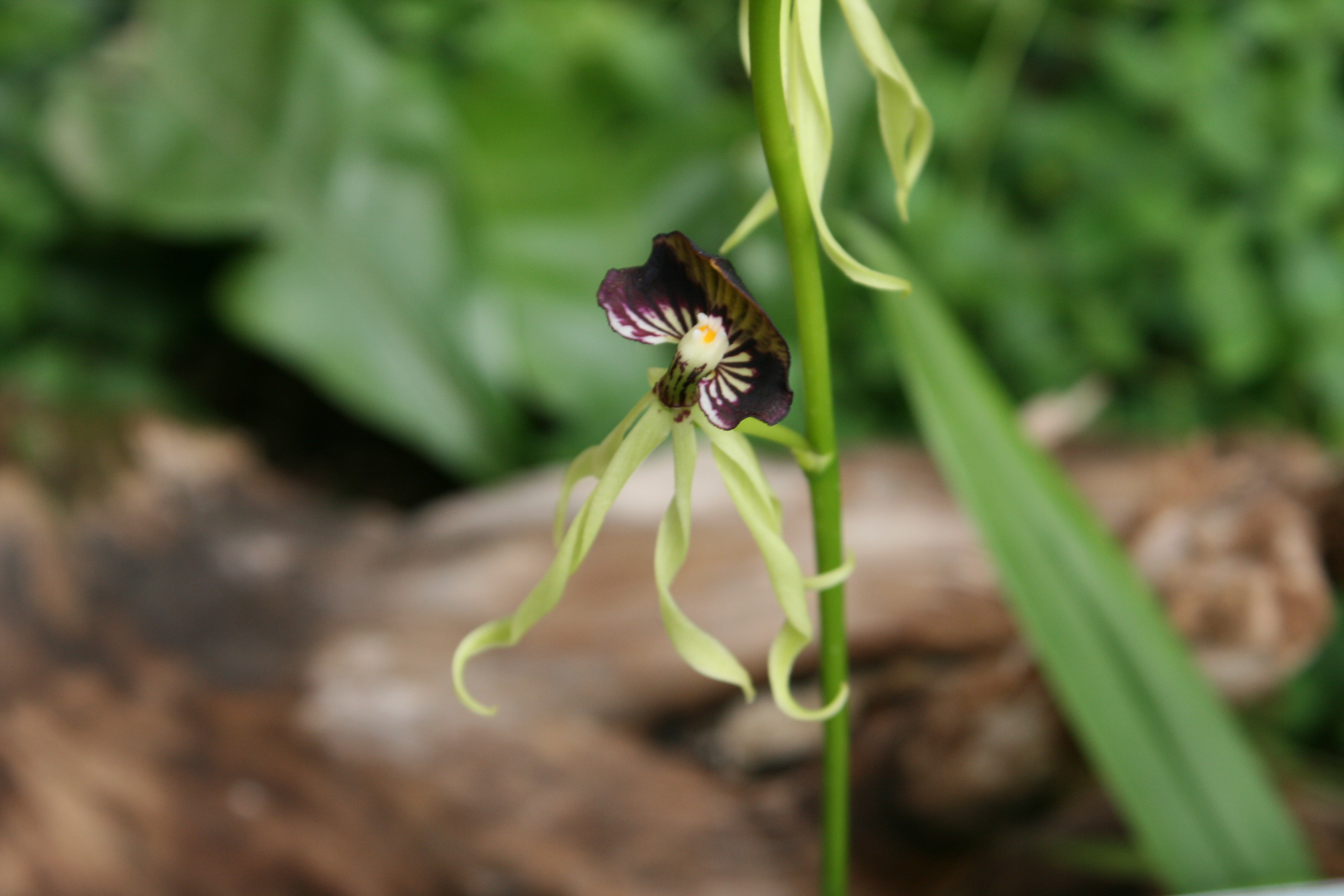
Чорна Орхідея
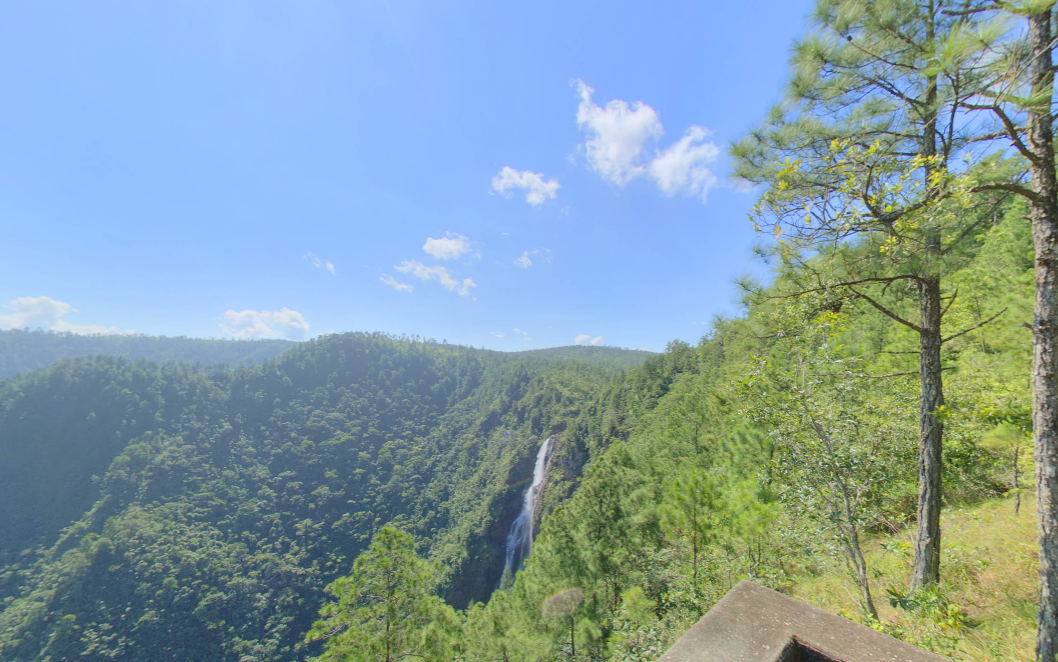
Водоспад 1000 футів
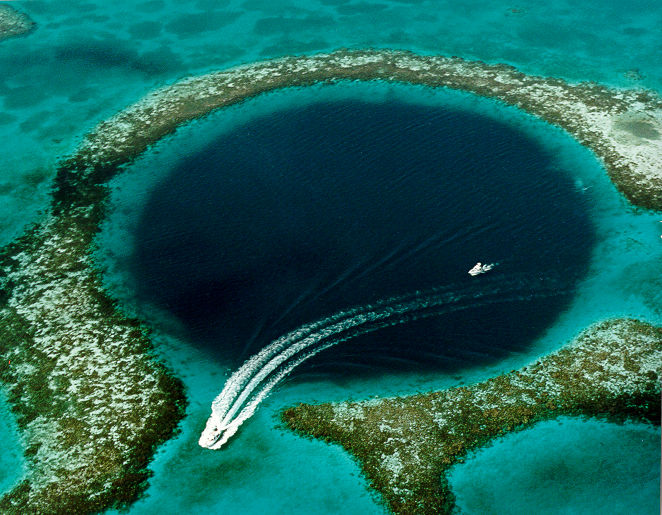
Велика Синя Печера
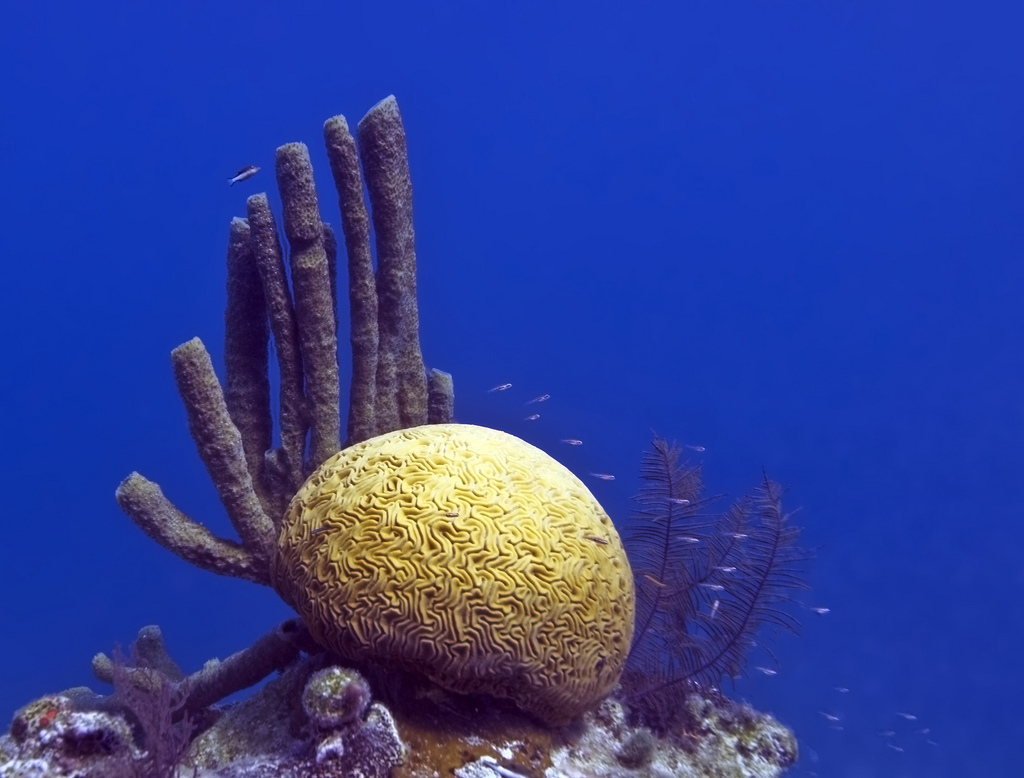
Корали у великому белізькому рифі

## Економіка
Беліз — аграрна країна. Стан економіки країни довгий час визначався коливанням попиту на світових ринках на товари, що експортуються з Белізу. До 1950-х років основу економіки становив вивіз необроблених лісопродуктів, насамперед деревини кампешевого і червоного дерева й смоли чікле, що використовується при виготовленні жувальної гумки. У 1950-ті роки падіння світових цін на ці товари і виснаження місцевих ресурсів змусили колоніальну владу вжити заходів до того, щоб зробити економіку більш диверсифікованою. Було збільшено виробництво на експорт цукру-сирця, цитрусових і бананів; нині ці продукти в сукупності дають до 60 % валютних надходжень від експорту. Близько 11 % експортних прибутків припадає на долю риби й інших морепродуктів, 20 % — промислових товарів, в основному готового одягу і виробів деревообробної промисловості. В імпорті переважають машини і обладнання.
Швидкими темпами розвивається туризм, на долю якого припадає 18 % ВВП. Туристів приваблюють до країни головним чином пам'ятки стародавньої культури мая. Беліз, нарівні з Мексикою і Гватемалою, є учасником міжнародного проєкту „Світ мая“», метою якого є вивчення і охорона (включаючи контроль за відвідуванням туристами) об'єктів культури мая на п-ові Юкатан у межах цих трьох країн. У 1992 Беліз відвідали близько 247 тисяч туристів, переважно із США.
Попри успішний розвиток зазначених вище галузей економіки, Беліз значною мірою залежить від імпорту промислових товарів. До кінця 1970-х років країна перейшла на самозабезпечення такими важливими сільськогосподарськими продуктами, як рис, кукурудза і боби. Виконуючи умови надання кредитів МВФ, уряд Белізу в 1984 зменшив державні закупівельні ціни на основні види сільськогосподарської продукції, після чого став зростати імпорт продовольства. У 1993 році надходження від експорту становили 132 млн дол. США, а витрати на імпорт — 250 млн дол. Державні прибутки цього ж року становили 125 млн дол., причому основними джерелами їхнього надходження стало мито на товари, що імпортуються, й інші непрямі податки.
Останніми роками величезну роль в усьому житті суспільства відіграє наркобізнес. До 1985 року найбільшим джерелом валютних надходжень стала марихуана, що незаконно вироблялася, як вважають, Беліз вийшов на четверте місце серед країн-постачальників наркотиків до США. Виробництво марихуани помітно знизилося внаслідок проведення програми щодо боротьби з наркотиками, що фінансувалася США, проте утворену нішу було швидко заповнено перевезеннями кокаїну, оскільки територією Белізу пролягають основні шляхи транзиту колумбійського кокаїну до США. Оскільки послуги місцевих жителів з транспортування наркотиків часто оплачуються кокаїном, на початку 1990-х років Беліз уразив спалах наркоманії й зростання злочинності.
Основною грошовою одиницею країни є долар Белізу, співвідносний приблизно половині американського долара.

## Міжнародні відносини
Беліз має відносини з багатьма країнами світу, особливо Співдружності. Також розвинуті тісні зв'язки з сусідами-країнами Центральної Америки та Карибського басейну. Беліз — одна з небагатьох держав, що має дипломатичні стосунки з Тайванем з 1989 р.

### Відносини з Україною
Дипломатичні відносини Белізу з Україною встановлені 1 жовтня 1999 р.

## Культура та туризм

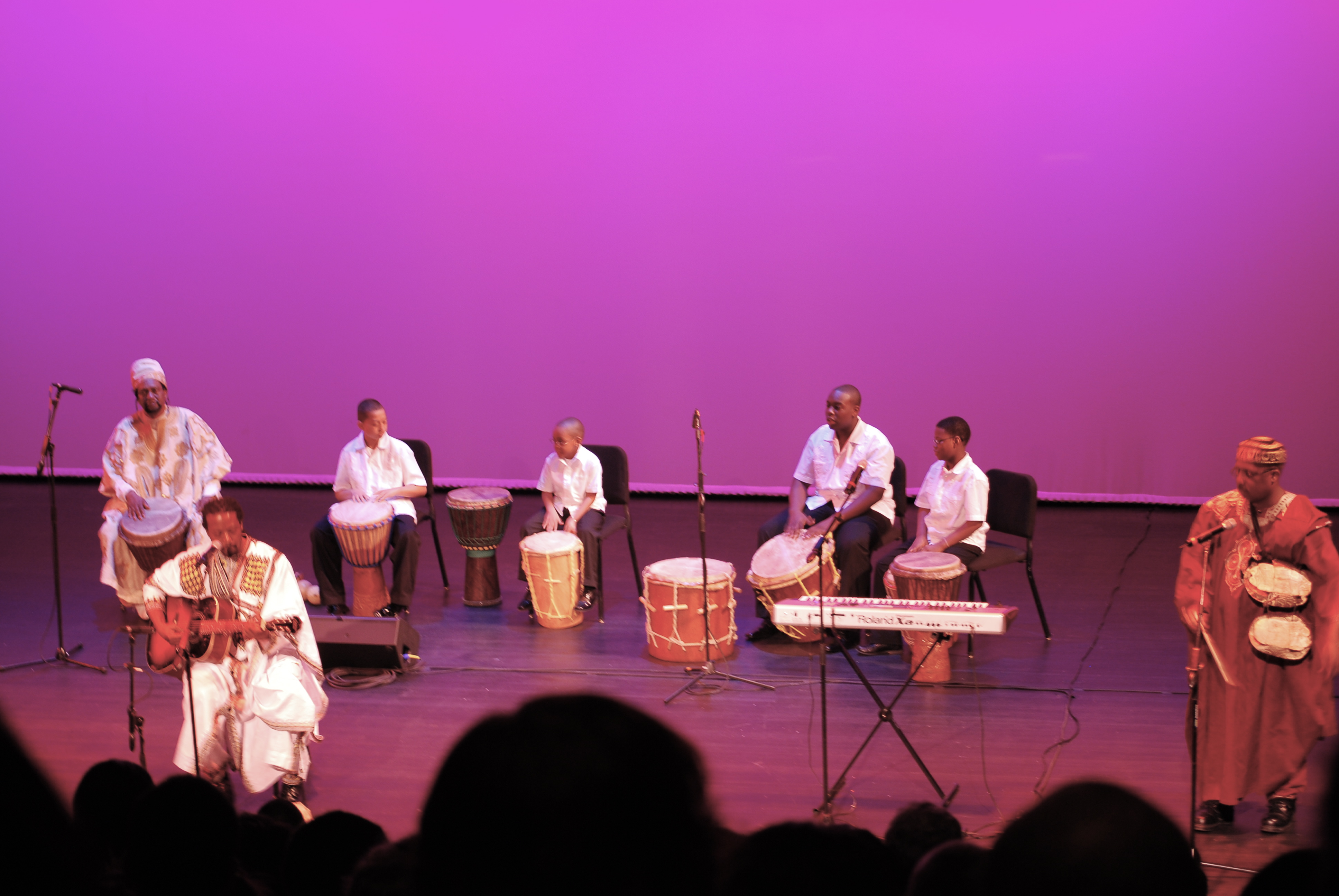
Перформанс гарифуна у Блісс-центрі, Беліз

Культура Белізу сходить корінням до витоків індіанців мая, чиї нащадки досі живуть в країні. Безцінне історична спадщина яких — храми і палаци великої цивілізації. Найбільші центри мая, що збереглися до наших днів знаходяться в Шунантуніч (на кордоні з Гватемалою), Алтун-Ха, Караколь, Куей, Ламанай та інші. Ці стародавні культурні центри ще не вивчені до кінця і являють собою величезну цінність для істориків і археологів. Ступінчасті піраміди, величезні маски і рельєфи на стінах храмів Ламаная, таємничий і мальовничий Лубаантун, у якому був знайдений знаменитий, що викликає суперечки вчених кришталевий череп. У містечку Кахаль Печ можна побачити чимало знаменитих «фальшивих арок» мая, що складають одну із загадок і характерних рис архітектури мая. Алтун-Ха, один найбільших археологічних центрів країни, відомий своїми похованнями, у яких були виявлені витончені прикраси з яшми і морських раковин. Також представляють інтерес національні парки і заповідники країни, серед яких єдиний у світі заповідник ягуара. У столиці Белізу — місті Бельмопан розташований Університет Белізу, цікаві архітектурні будівлі банків, пам'ятники, виставка Арт-Бокс і Міський музей, а також безліч прекрасних парків. Багата на пам'ятки і колишня столиця країни — Беліз-Сіті. У Музеї Белізу, розташованому в будівлі колишньої колоніальної в'язниці середини XVIII ст., Можна познайомитися з гончарним мистецтвом мая. Морський музей розповідає про розвиток мореплавання, а Прибережний Зональний музей демонструє унікальну експозицію з екології рифів. У місті також є Національний центр виробів кустарного промислу. У північній частині міста розташований собор Св. Іоанна — найстаріша англіканська церква в Центральній Америці. Особливе значення для міста має маяк барона Блісса, знаменитого своїми добрими справами на цій землі.